# 雷克 (愛荷華州)
雷克（英語：Rake）是一個位於美國愛荷華州溫納貝戈縣的城市。

## 地理
雷克的座標為43°29′00″N 93°55′10″W / 43.48333°N 93.91944°W，而該地的平均海拔高度為353米（即1158英尺）。

## 人口
根據2010年美國人口普查的數據，雷克的面積為2.10平方千米，當中陸地面積為2.10平方千米，而水域面積為0.00平方千米。當地共有人口225人，而人口密度為每平方千米107人。